# Cattedrale di Vittorio Veneto
La cattedrale di Santa Maria Assunta è l'edificio sacro più importante di Vittorio Veneto, situato a Ceneda e affacciato su piazza Giovanni Paolo I (anche piazza Duomo). Conserva le spoglie di San Tiziano. È la chiesa madre della diocesi omonima. È monumento nazionale italiano.

## Storia
Principale edificio di culto della diocesi di Vittorio Veneto, ha origini antichissime: probabilmente dove sorge l'attuale struttura esisteva un luogo di culto già prima dell'arrivo a Ceneda del corpo di San Tiziano di Oderzo (VII-VIII secolo), fatto chiave che sancì il trasferimento della diocesi da Oderzo e l'erezione della cattedrale.
Distrutta dai Trevigiani nel 1199, quand'essi trafugarono le spoglie del santo patrono, fu ricostruita una prima volta in stile romanico, aspetto che fu mantenuto fino alla metà XVIII secolo, quando fu riedificata in stile neoclassico a partire da 1740, su progetto dell'architetto Ottavio Scotti, per essere completata nel 1773.
Consacrata il 26 settembre 1824, la cattedrale attuale venne definitivamente ultimata solo negli anni cinquanta del Novecento. L'organo fu costruito dalla ditta Ruffatti di Padova nel 1949.
Il campanile è una delle poche parti rimaste dell'antica chiesa (fu innalzato attorno al 1261): di aspetto romanico e più volte restaurato, in origine era una torre di difesa.

## Descrizione

### Esterni

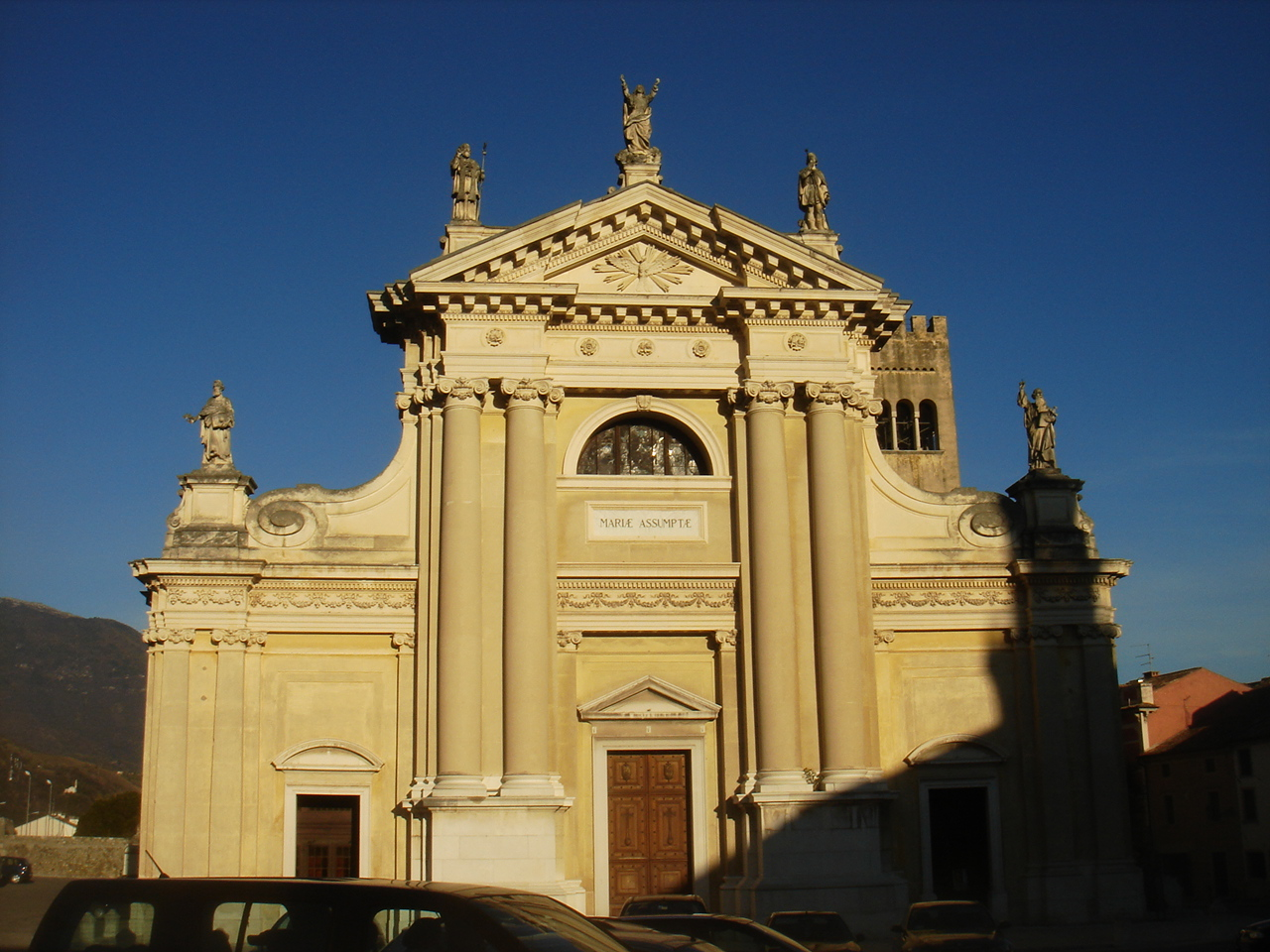
La facciata

Esternamente la cattedrale si presenta con un'imponente facciata a salienti, tripartita da due coppie di lunghe colonne di ordine ionico, che arrivano alla spessa architrave, su cui poggia un grande frontone dentellato, contenente una colomba scolpita.
I portali d'ingresso sono tre, tutti abbelliti da un timpano. Ulteriori elementi di decoro, ma di grande sobrietà, sono due volute, cinque statue di santi poste sulle sommità e le numerose lesene ioniche.

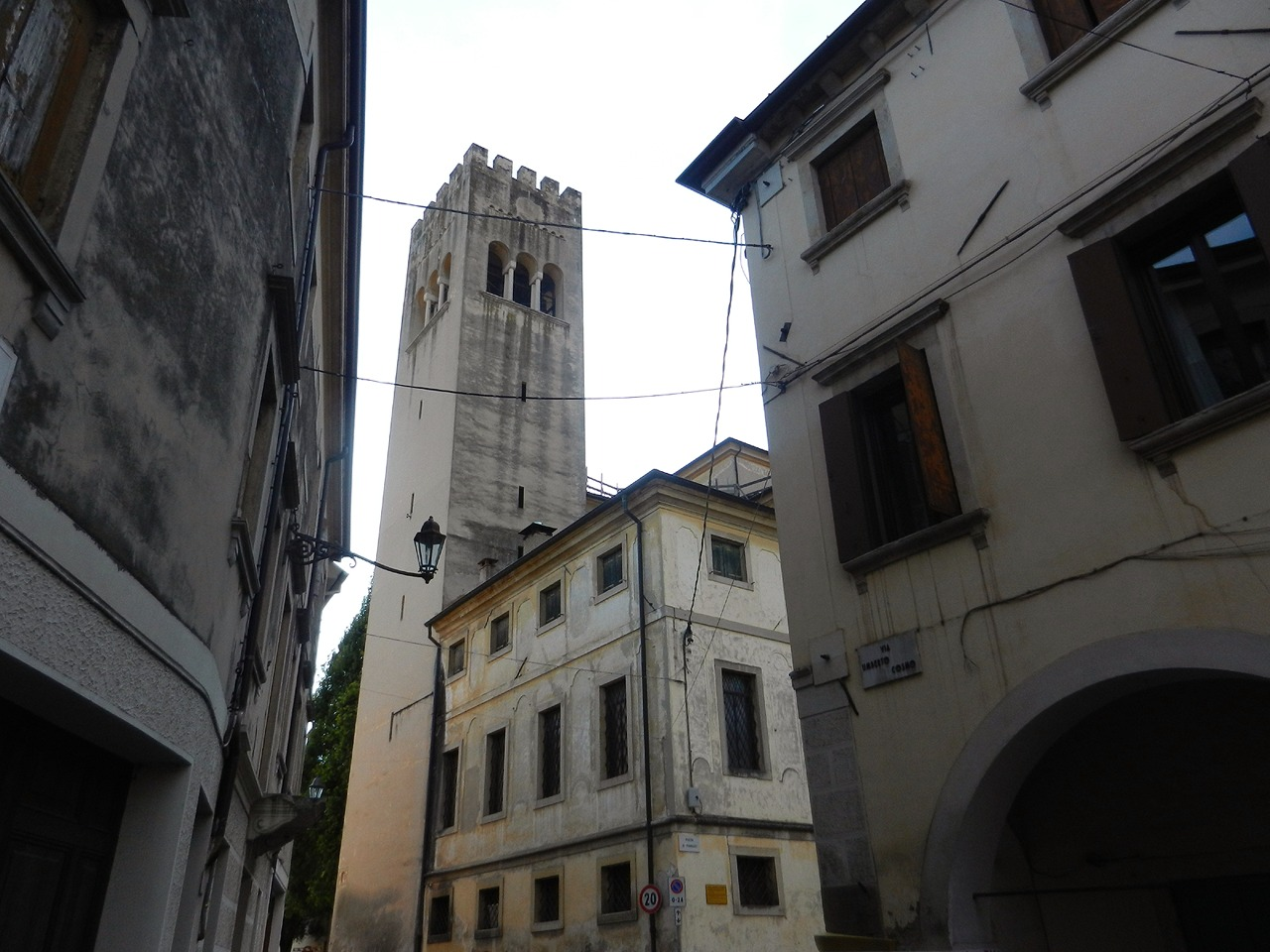
L'antica torre campanaria

Sulla destra della chiesa, oltre a sorgere il vecchio campanile, è dislocata una statua di Giovanni Paolo I, dedicatario della piazza, risalente al secondo Novecento.

### Interni
All'interno, a tre ampie navate, sono conservate numerose opere d'arte, tra cui pitture risalenti ai secoli compresi tra XVI e XVII, tra le quali:
- due tele di Jacopo da Valenza
- tela di Leandro Da Ponte
- Storia di San Tiziano di Pomponio Amalteo
- tela di Palma il Giovane
- tela di Pietro Antonio Novelli
- Affreschi di Alessandro Pomi e Pino Casarini

Sotto la chiesa è visitabile una cripta di stile neogotico, luogo nel quale sono conservate le spoglie di San Tiziano.
L'organo a canne della cattedrale è stato costruito nel 1951 dalla ditta Ruffatti, a trasmissione elettrica. Lo strumento, la cui consolle dispone di tre tastiere di 61 note ciascuna ed una pedaliera concavo-radiale di 32, si compone di 41 registri, per un totale di 2849 canne.

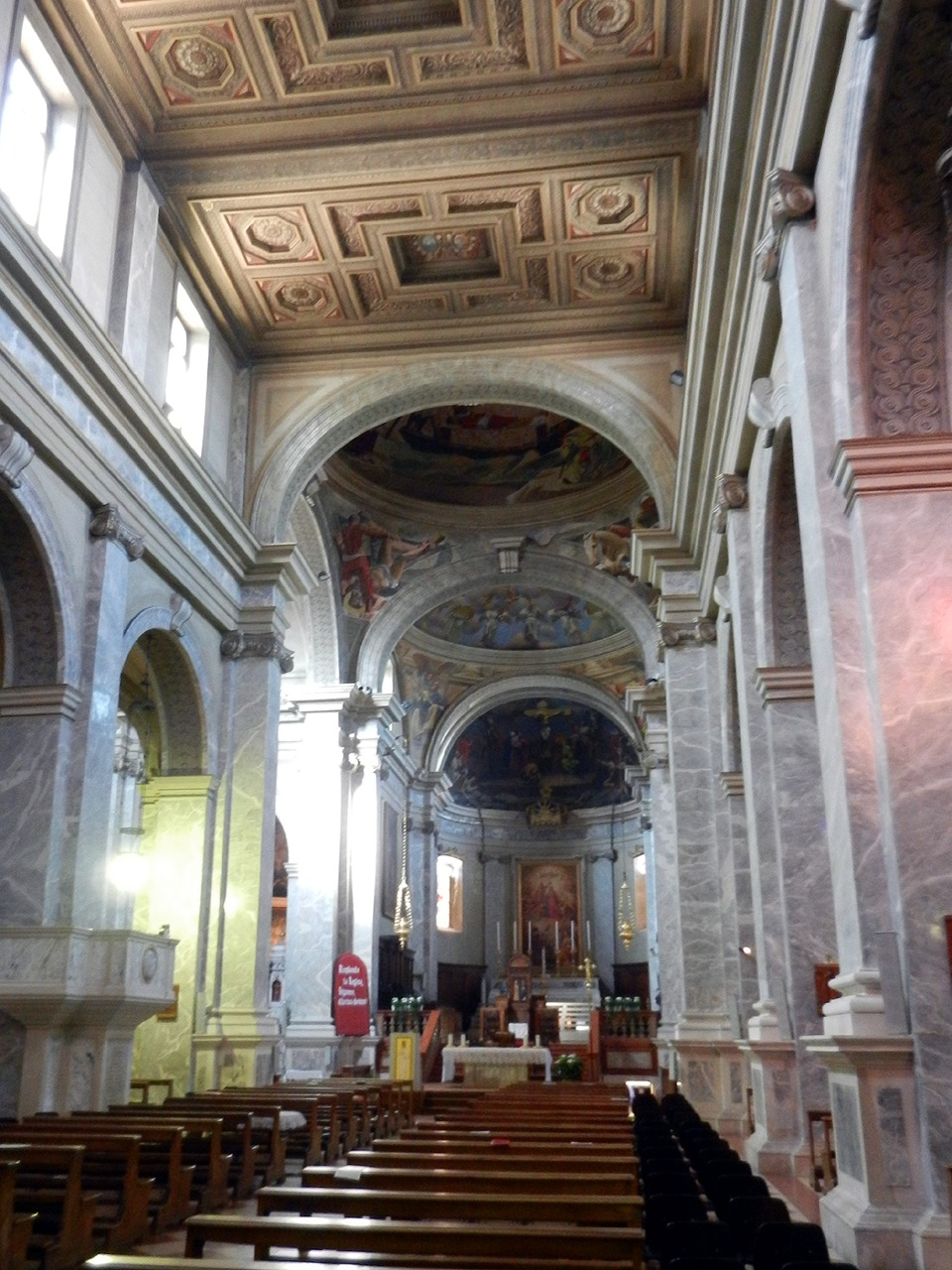
L'interno della cattedrale

## Campane
Il campanile contiene un maestoso concerto di 6 campane montate a battaglio cadente sincronizzato in scala diatonica maggiore di Si2 calante, fuse dalla Fonderia De Poli di Vittorio Veneto in epoche diverse.
I: Si2 calante. Fusa nel 1937. È dedicata a Santa Maria Vittoria;
II: Do#3 calante. Fusa nel 1920. È dedicata a San Tiziano;
III: Re#3 calante. Fusa nel 1920. È dedicata a Santa Maria Assunta;
IV: Mi3 calante. Fusa nel 1937. È Dedicata a San Michele Arcangelo;
V: Fa#3 calante. Fusa nel 1937. È dedicata a San Pio X;
VI: Sol#3 calante. Fusa nel 1937. È dedicata a Sant'Augusta (compatrono della città di Vittorio Veneto).
Il plenum, suona soltanto nelle solennità.
Oltre al concerto si trovano 2 campane manuali inutilizzate, di cui una antica intonante un Fa3 ed è soprannominata "Campana dei Morti". È stata fusa probabilmente da De Poli di Vittorio Veneto nel 1480 (una delle prime realizzazioni, visto che la Fonderia ha aperto nel 1453) ed è a battaglio cadente. L'altra è un sonello intonante un Fa4 con il sistema a slancio. Infine vi è una campana fessurata alla base del campanile, fusa nel 1340 e soprannominata "campana dell'Arengo".